# سیارک ۱۸۱۲۴۹
سیارک ۱۸۱۲۴۹ (به انگلیسی: 181249 Tkachenko، نامگذاری:2005UZ158) صد و هشتاد و یک هزار و دویست و چهل و نهمین سیارک کشف شده‌است که در ۳۰ اکتبر ۲۰۰۵ کشف شد.